# CA 테크놀로지스
CA 테크놀로지스(CA Technologies, 과거 사명: Computer Associates International, Inc., CA, Inc.)는 세계 최대의 독립 소프트웨어 기업들 가운데 하나이다. 간단히 CA라고도 부르며, 본사는 미국 뉴욕 시에 위치해 있다. 이 회사는 과거에는 응용 소프트웨어를 만들기도 했지만, 현재는 메인프레임, 분산 컴퓨팅, 가상 머신, 클라우드 컴퓨팅 환경에서 동작하는 시스템 소프트웨어를 개발하고 있다.
직원은 2014년 3월 31일 기준으로 대략 12,700 명이다. CA는 전 세계에서 950개가 넘는 특허를 보유하고 있으며, 900개 이상의 특허를 출원 중이다.